# Hrabstwo Gloucester (Wirginia)

Piramida wieku hrabstwa

Hrabstwo Gloucester – hrabstwo w USA, w stanie Wirginia, według spisu z 2000 roku liczba ludności wynosiła 34780. Siedzibą hrabstwa jest Gloucester Courthouse.

## Geografia
Według spisu hrabstwo zajmuje powierzchnię 746 km², z czego 561 km² stanowią lądy, a 185 km² – wody.

### CDP
- Gloucester Courthouse
- Gloucester Point